# Naturschutzgebiet Niederhof

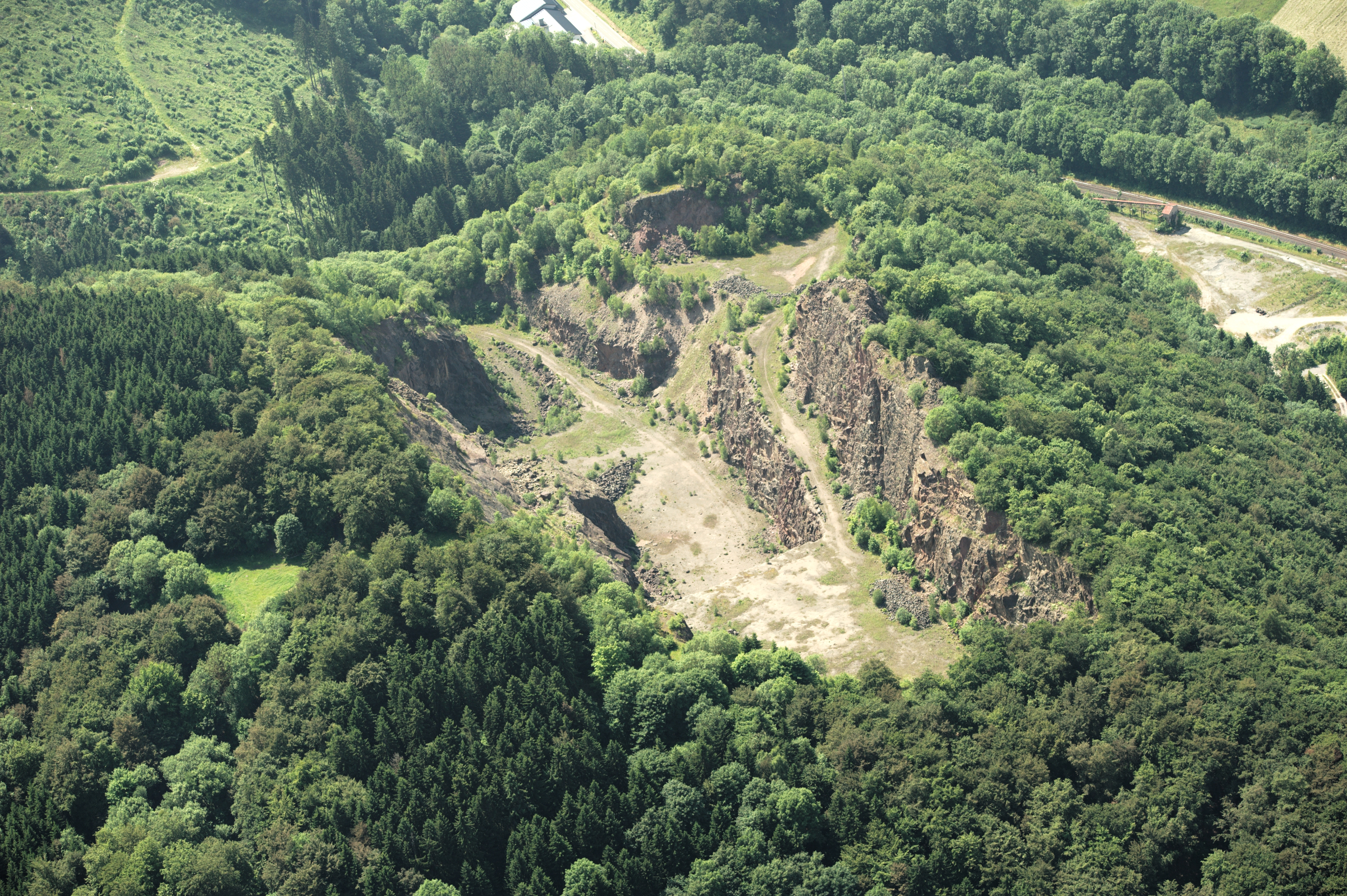
Naturschutzgebiet Niederhof rechts neben Steinbruch

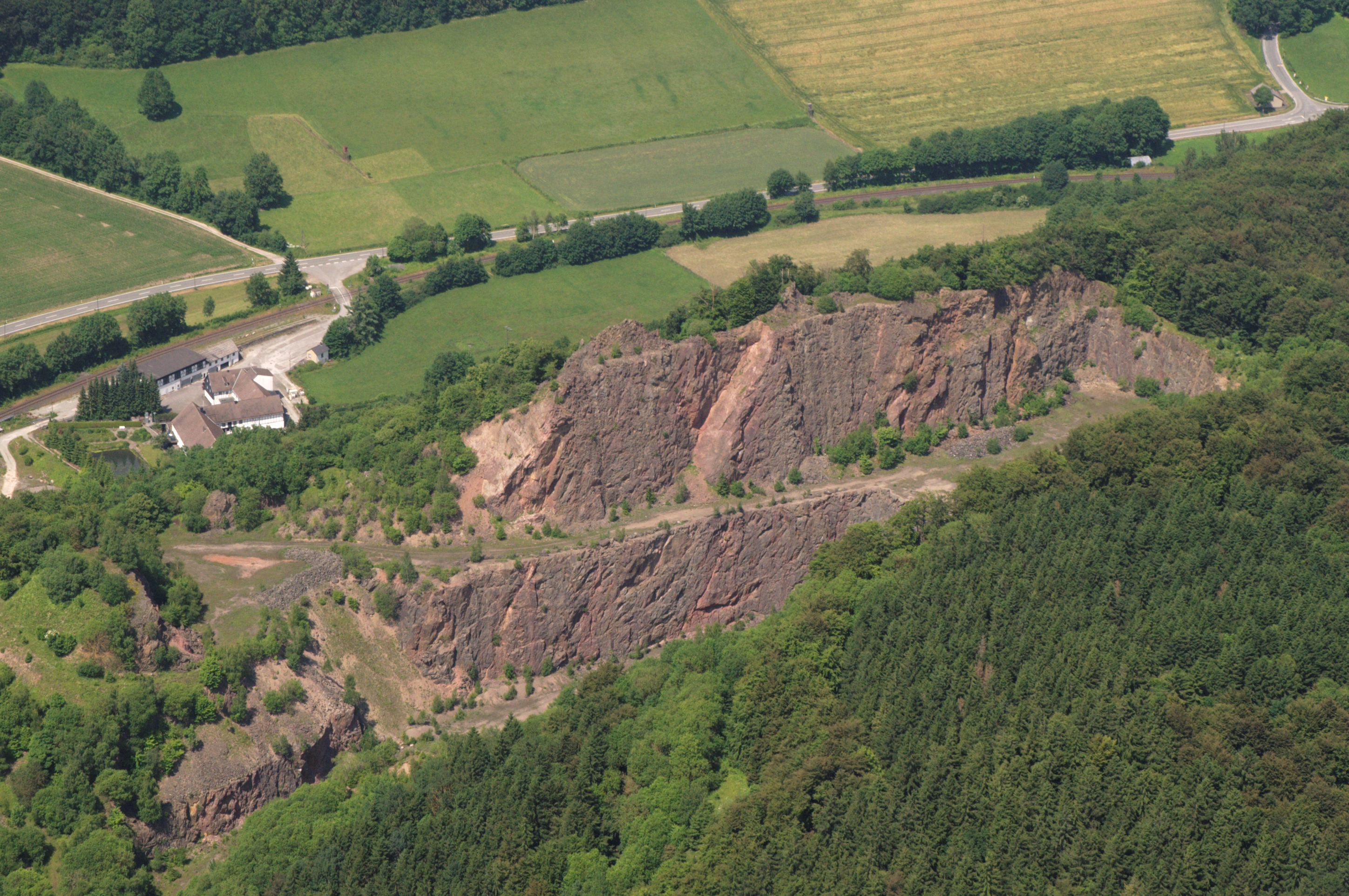
Steinbruch von Süden

Das Naturschutzgebiet Niederhof mit einer Größe von 10 ha liegt westlich von Beringhausen im Stadtgebiet von Marsberg im Hochsauerlandkreis. Das Gebiet wurde 2001 mit dem Landschaftsplan Hoppecketal durch den Hochsauerlandkreis als Naturschutzgebiet (NSG) ausgewiesen. Das NSG stellt eine Teilfläche des Fauna-Flora-Habitat-Gebietes (FFH) Gewässersystem Diemel und Hoppecke (Natura 2000-Nr. DE-4617-302) im Europäischen Schutzgebietssystem nach Natura 2000 mit 588 ha Größe dar. Im Süden grenzt das NSG an den dortigen ehemaligen Diabas-Steinbruch der Bernhard Mühlenbein GmbH & Co. KG. An der Südseite des Steinbruchs liegen die beiden Teilflächen vom Naturschutzgebiet Grottenberg. Nördlich grenzt direkt das Naturschutzgebiet Unteres Hoppecketal an. Das NSG gehört seit 2023 zum Vogelschutzgebiet Diemel- und Hoppecketal mit angrenzenden Wäldern.

## Gebietsbeschreibung
Beim NSG handelt es sich um einen steilen Waldbereich mit Felsen und Blockschutt an der Nordflanke des Grottenberges auf Diabas-Untergrund. Der Wald besteht aus Rotbuchenwald, an dem teilweise noch die frühere Nutzung als Niederwald zu sehen ist. Wegen der Geländemorphologie und der Untergrundbeschaffenheit unterscheidet sich die Vegetation in ihrer Zusammensetzung und ihrem Artenreichtum deutlich von den sonst im Sauerland vorherrschenden artenarmen Waldgesellschaften. Der Erhaltungszustand der Lebensraumtypen bzw. Artenbestände des NSG wird als günstig eingestuft. 
Der Steinbruch wurde bis in die 1990er Jahre von der Bernhard Mühlenbein GmbH & Co. KG betrieben. Der ehemalige südlich angrenzende Steinbruch wurde vom Hochsauerlandkreis aus Naturschutzmitteln angekauft. In diesem Steinbruch brütet der Uhu. Die Website des Mineralienatlas listet für den Steinbruch die Mineralien Calcit und Galenit auf.
Am Rand des NSG liegen die Reste der U-Verlagerung Ofen 5/6 und Ofen 7/8 mit Tarnnamen Lachs eines Hydrierwerks zur synthetischen Benzinherstellung. Hier wurde im Rahmen des Mineralölsicherungsplans gearbeitet. Von den vier betonierten Rohöltanks mit einem Durchmesser von 16 Metern sind noch Reste von zweien erhalten sowie weitere kleinere Reste. In den Monaten September und Oktober 1944 begann die Organisation Todt mit der Arbeit. Man setzte 1.000 Arbeiter ein. Die Anlage Ofen 5/6 wurde im November 1944 in Betrieb genommen. Für Ofen 5/6 arbeiteten im Betrieb 32 Personen. Im Monat gab es einen Durchsatz von gut 5.000 Tonnen. Die Tageskapazität lag bei fast 250 m³. Die Destillationskolonnen produzierten rund 15 % Benzin und 25 % Diesel. Am 14. April 1945 produzierte „Ofen 5/6“ im vollen Umfang. Der Stollenbau war abgeschlossen, nur die Wasserversorgung war noch nicht ganz fertig. Die Stollen liegen teils im Naturschutzgebiet Grottenberg.

## Schutzzweck
Das NSG soll den dortigen artenreichen Wald schützen. Der Landschaftsplan für zum Schutzzweck aus: „Schutz der Talflanke als wichtiger Bestandteil der besonderen Eigenart und Schönheit der Hoppecketal-Landschaft (Kulissenwirkung gegenüber einer vorhandenen Abgrabung); Schutz von artenreichen, potenziell natürlichen Pflanzengesellschaften, die auch Bestandteile der “Roten Liste” beherbergen; Sicherung des Gebietes aus landeskundlichen und erdgeschichtlichen Gründen. Wesentlicher Schutzzweck ist auch die Sicherung des ökologischen Netzes ‚Natura 2000‘ im Sinne der FFH-RL, dem die hier wirksamen Ge- und Verbote des allgemeinen Festsetzungskataloges unter 2.1 Rechnung tragen.“